# Willem van de Velde el Joven
Willem van de Velde el Joven (Leiden; 18 de diciembre de 1633 – Londres; 6 de abril de 1707) fue un pintor neerlandés especializado en el tema de marinas.

## Biografía
Hijo de Willem van de Velde el viejo, también pintor de marinas, aprendió con su padre y posteriormente con Simon de Vlieger, artista famoso de la época.
Para 1673, año en que se muda a Inglaterra, ya había ganado fama en su país natal. En Londres el rey Carlos II lo emplea con un salario de 100 libras para dibujar batallas navales. Parte de su trabajo consistió en dar color a los dibujos realizados por Willem el viejo, también empleado en la corte. También recibe encargos del duque de York, luego coronado Jaime II, y de varios miembros de la nobleza.

## Obra
Los más bellos cuadros de Van de Velde representan vistas mar adentro de los Países Bajos, mostrando barcos holandeses. Sus mejores pinturas son delicadas, inspiradas, detallistas y muy veraces en la descripción de los navíos y sus componentes.
Las numerosas figuras se introducen con mucha elocuencia y el artista representa exitosamente al mar, tanto calmo como tempestuoso.
Muchas de sus obras se encuentran actualmente en los principales museos del mundo:
- Puerto de Ámsterdam, 1686, tela, 180×316 cm. (Rijksmuseum, Ámsterdam)
- Disparo de cañón, tela, 79×67 cm. (Rijksmuseum, Ámsterdam)
- Tres barcos en la tormenta, 1673, tela, 75×95 cm. (National Gallery, Londres)
- Navío holandés en la brisa, Tabla, 42×59 cm. (National Gallery, Londres)
- Rey Carlos II de Inglaterra,1660, Tela, 67×77 cm. (Mauritshuis, La Haya)
- Barco encallado, 1661, Tela, 63×72 cm (National Gallery, Londres)
- Mar calmo, 1653, Tabla, 43×63 cm. (Gemäldegalerie, Kassel)

## Galería

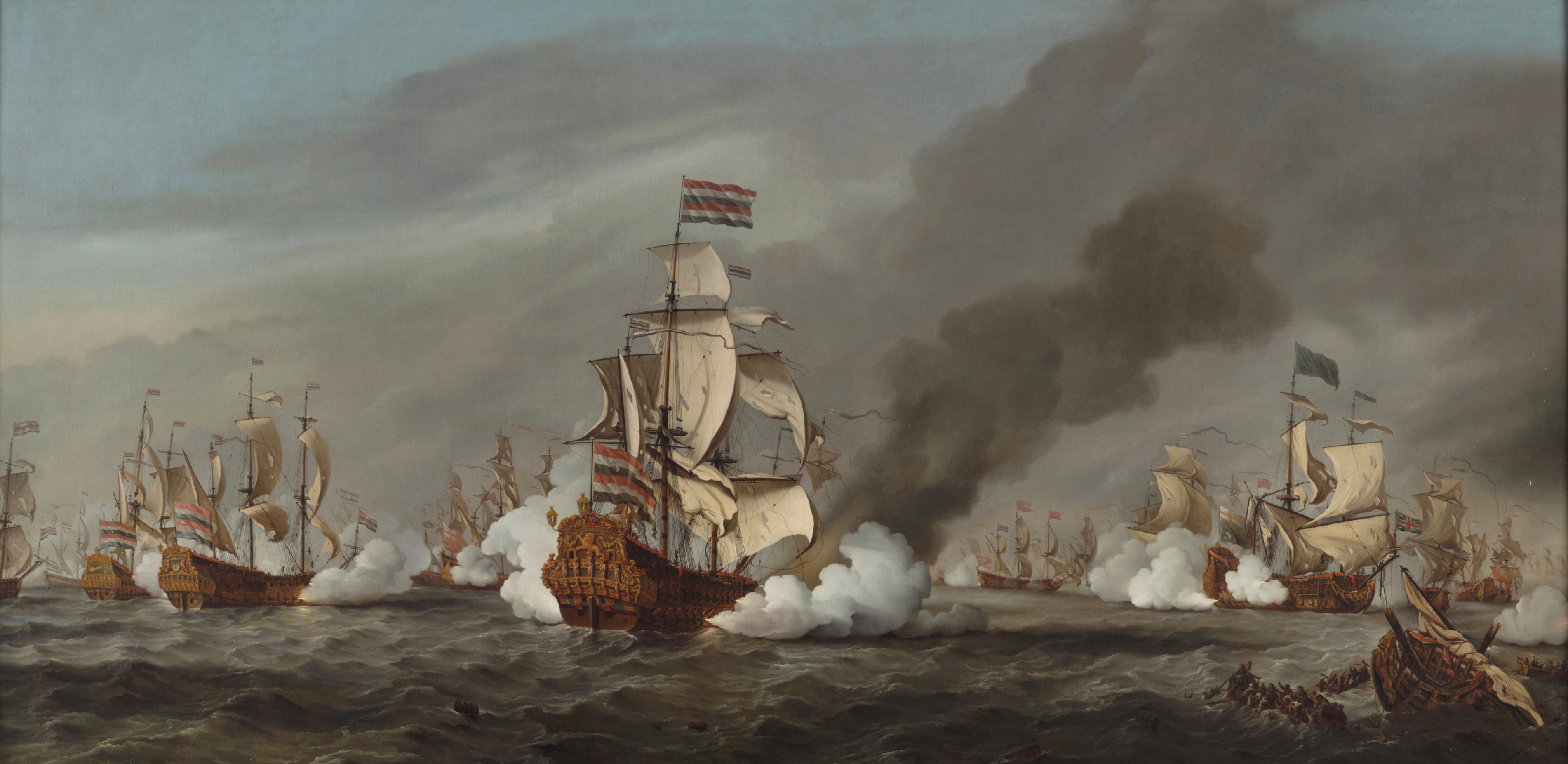
La batalla de Texel (1687).
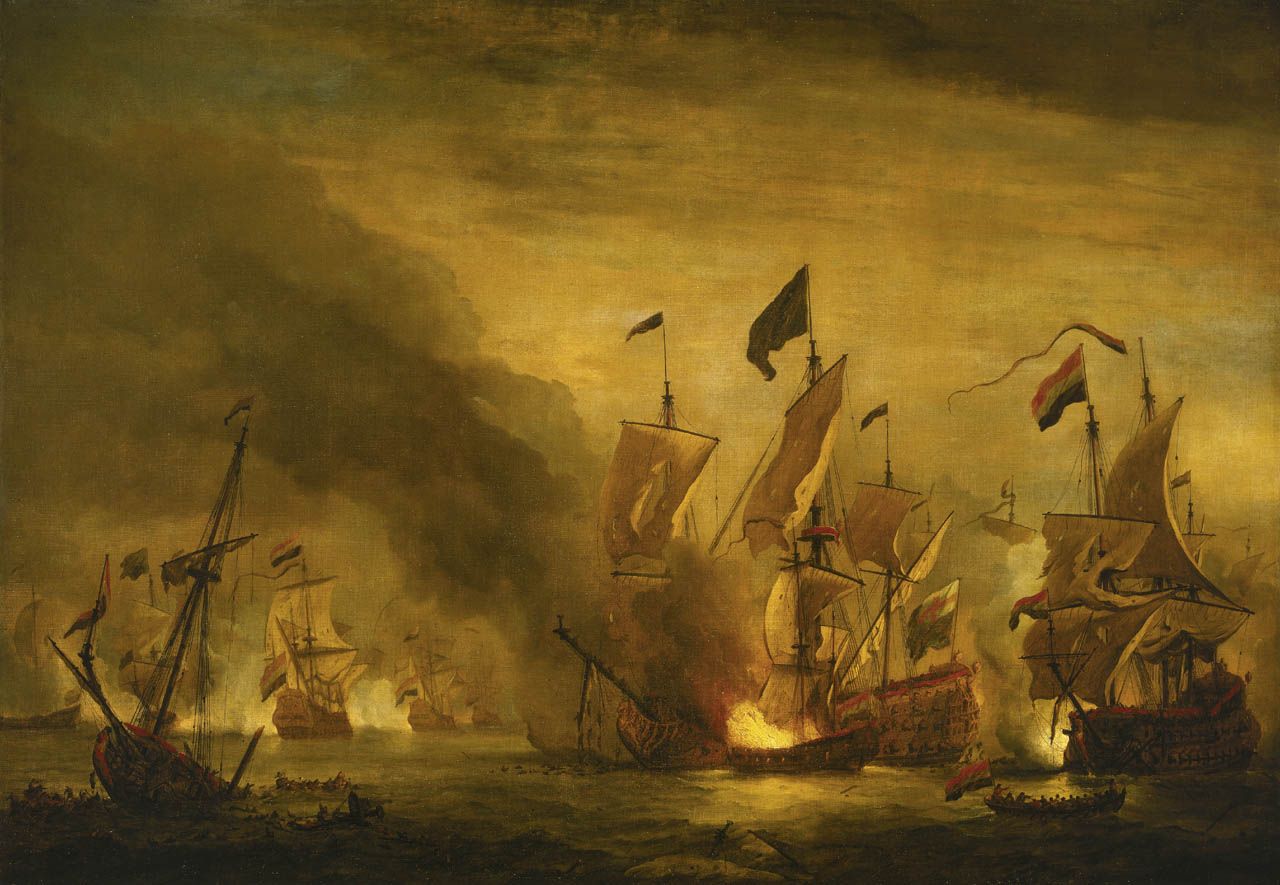
Batalla de Solebay
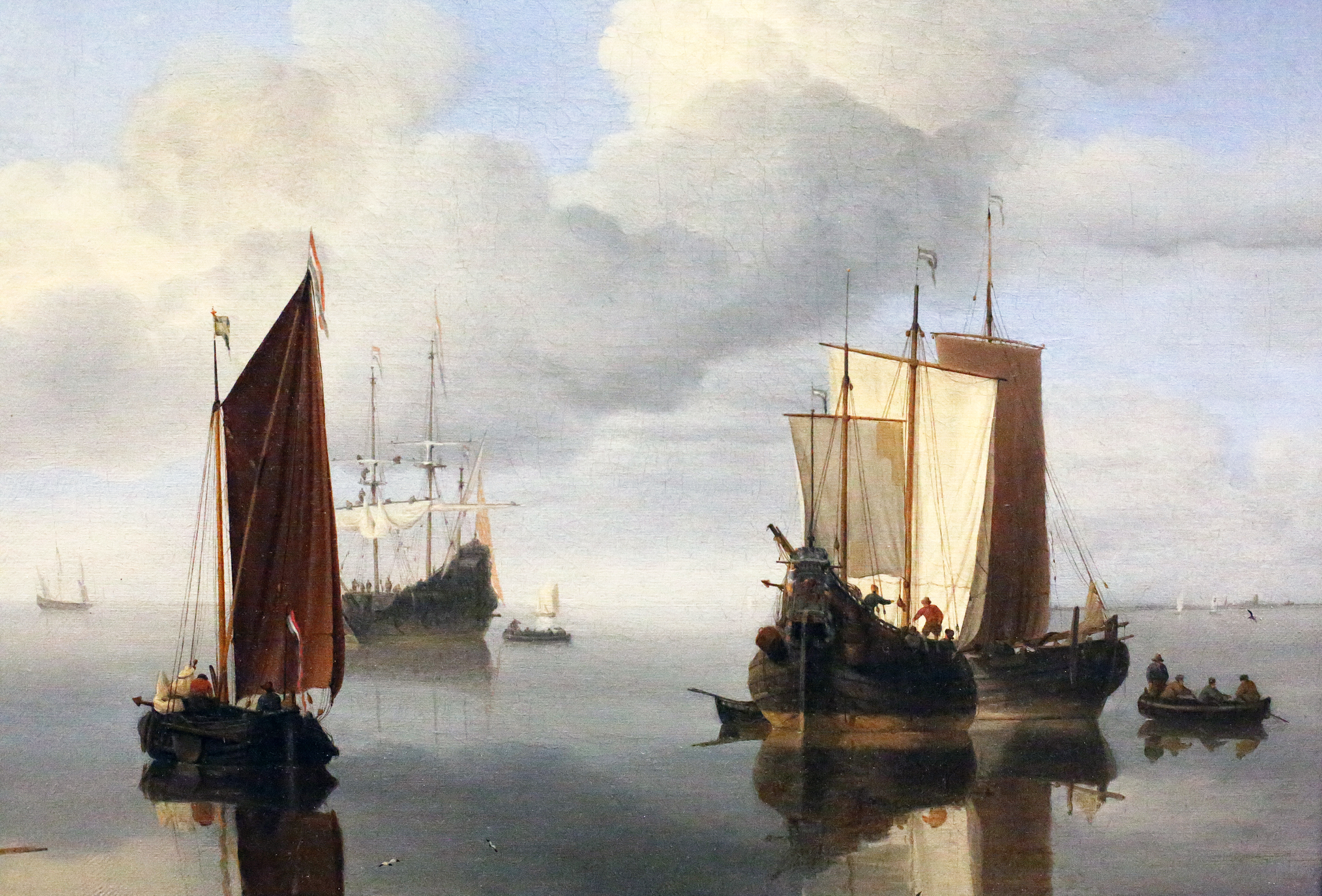
Barcos pesqueros con el mar en calma (c. 1655-60).
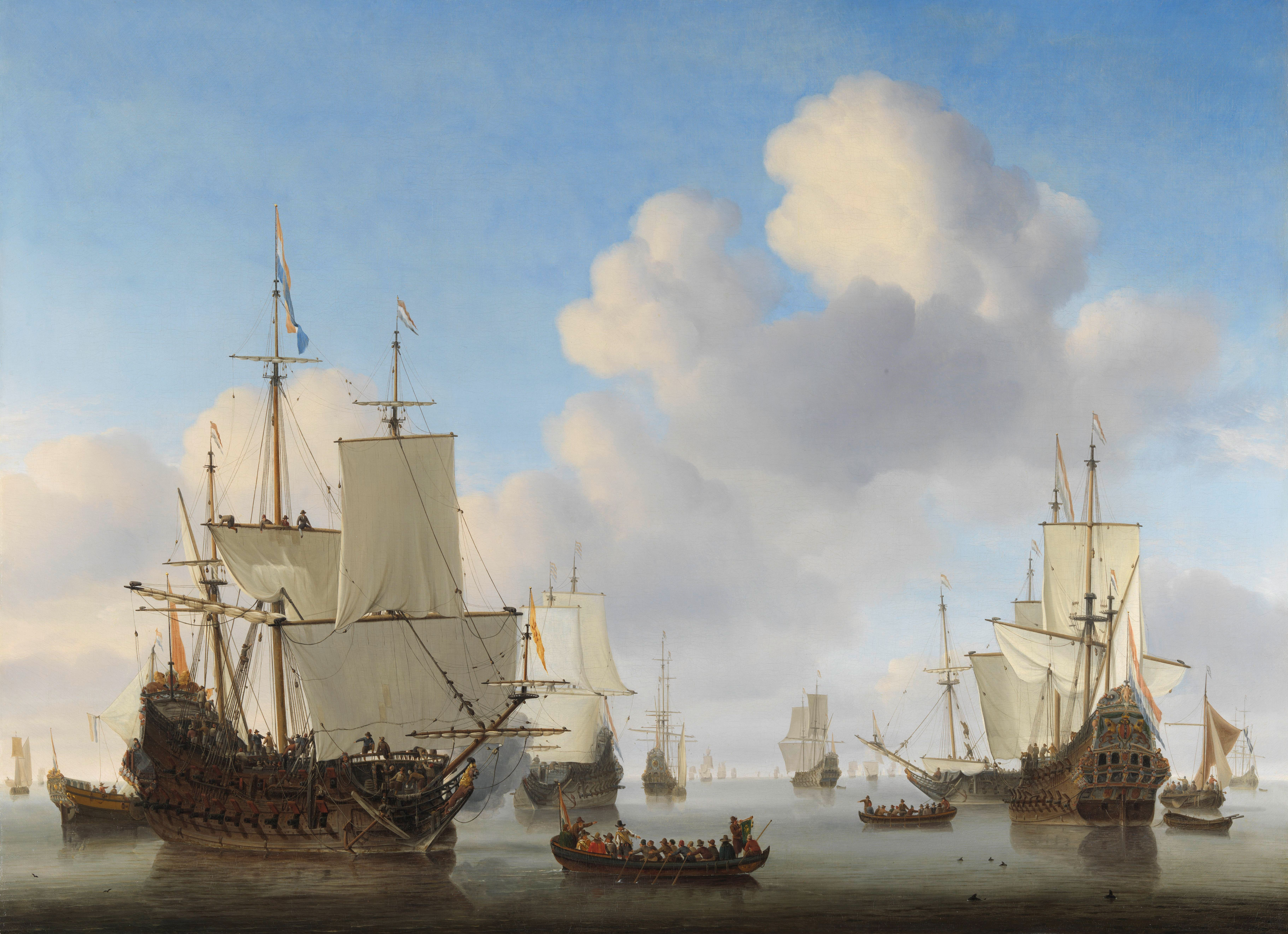
Barcos de guerra neerlandeses y otros mercantes en la calma (c. 1665).
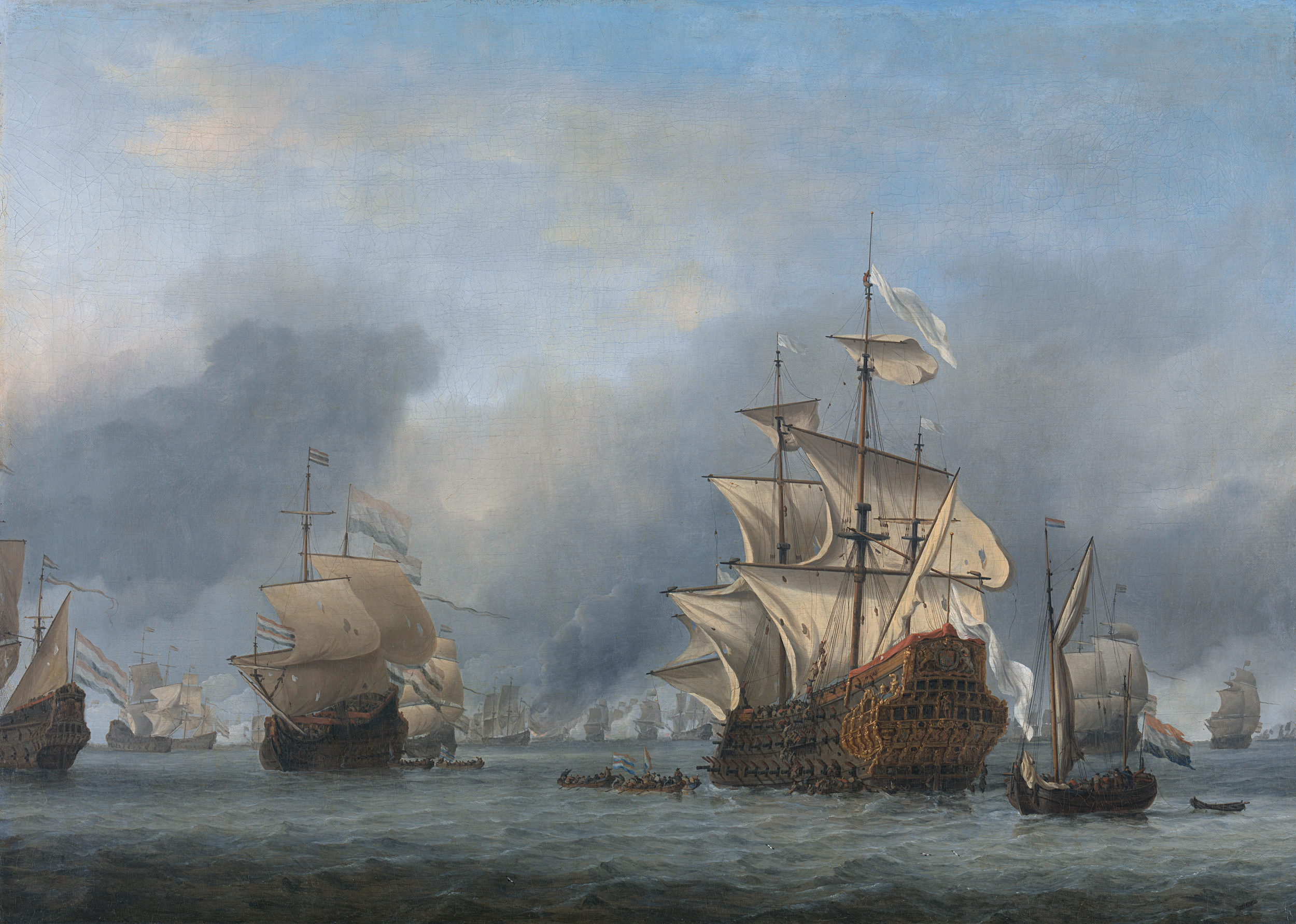
Navíos tomados durante la batalla de los cuatro días, 1666.

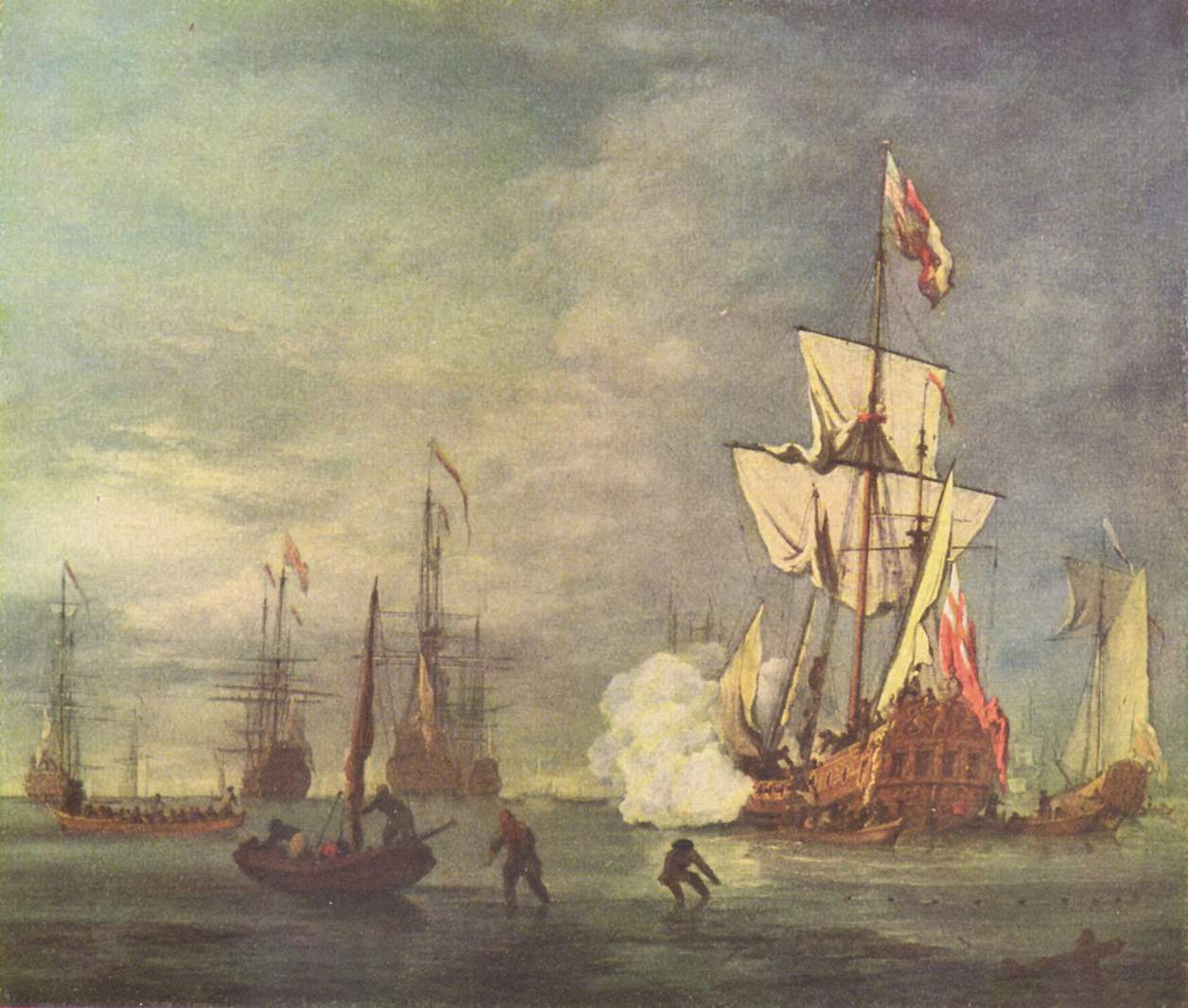
Salva, óleo sobre tela.
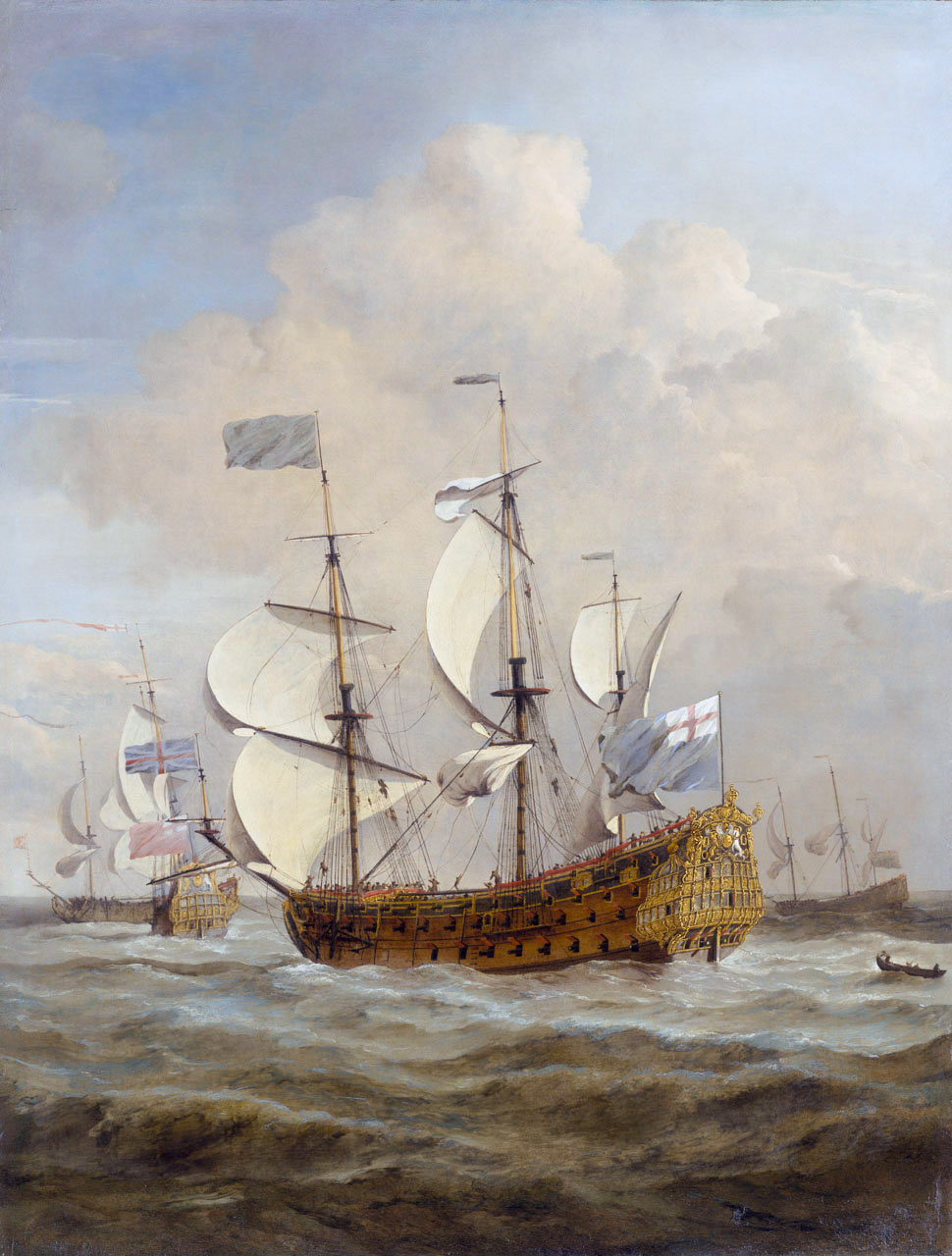
El HMS St Andrew en el mar con brisa moderada (c. 1673).
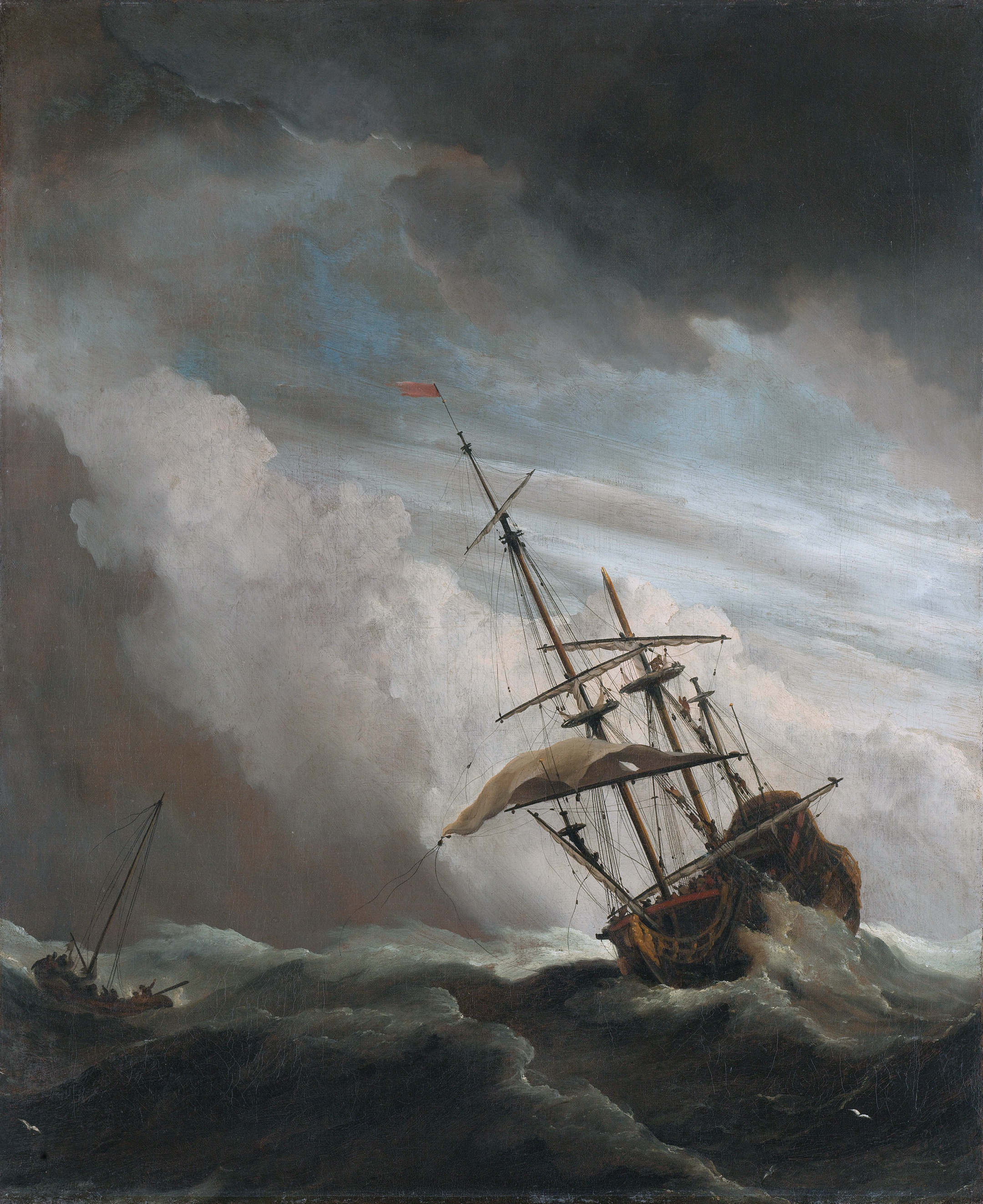
La ráfaga ((c. 1680).
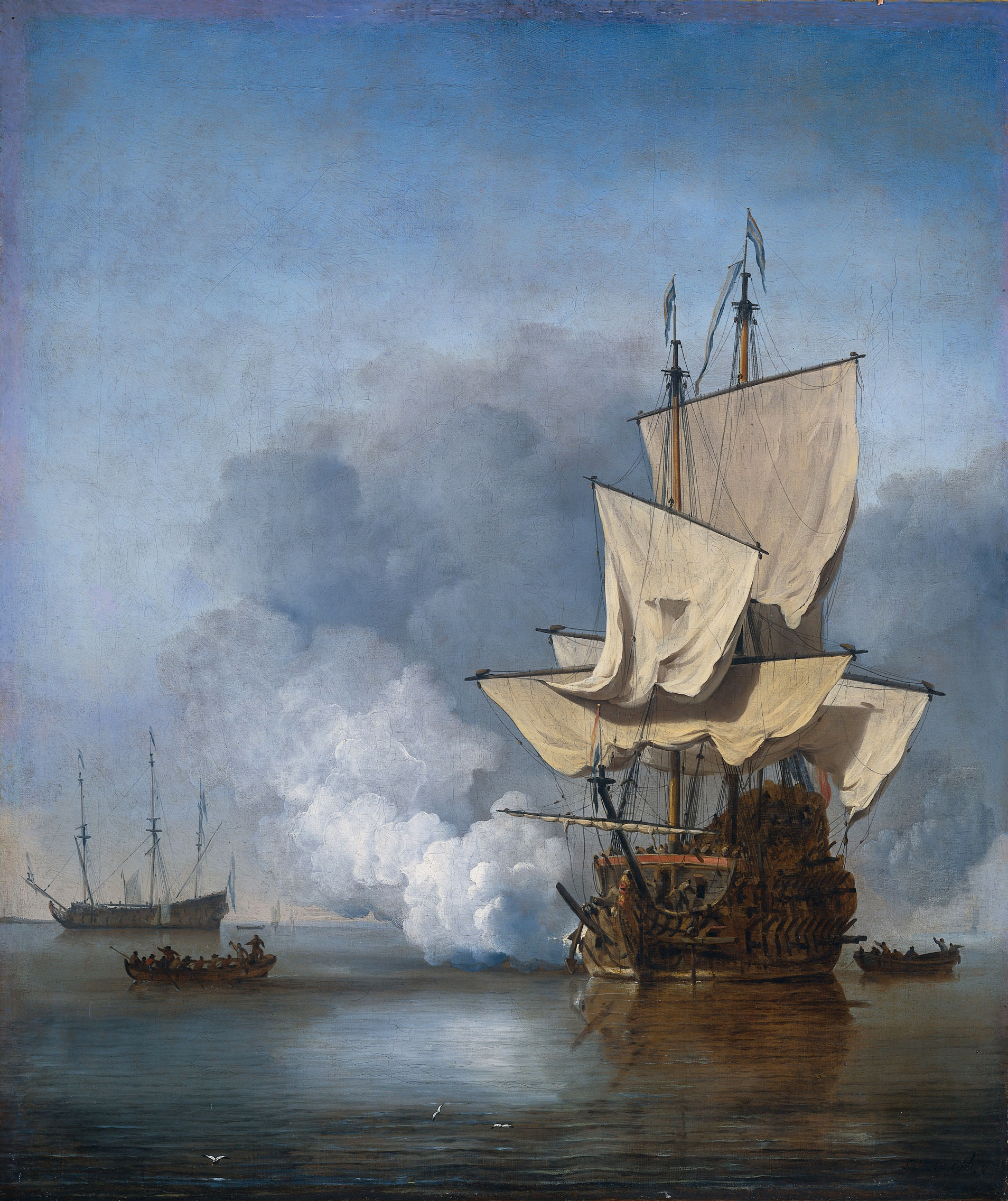
Disparo de cañón, tela, 79×67 cm, 1683.